# Samonac
Samonac é uma comuna francesa na região administrativa da Nova Aquitânia, no departamento da Gironda. Estende-se por uma área de 3,92 km². Em 2010 a comuna tinha 431 habitantes (densidade: 109,9 hab./km²).